# 上海仙乐斯广场

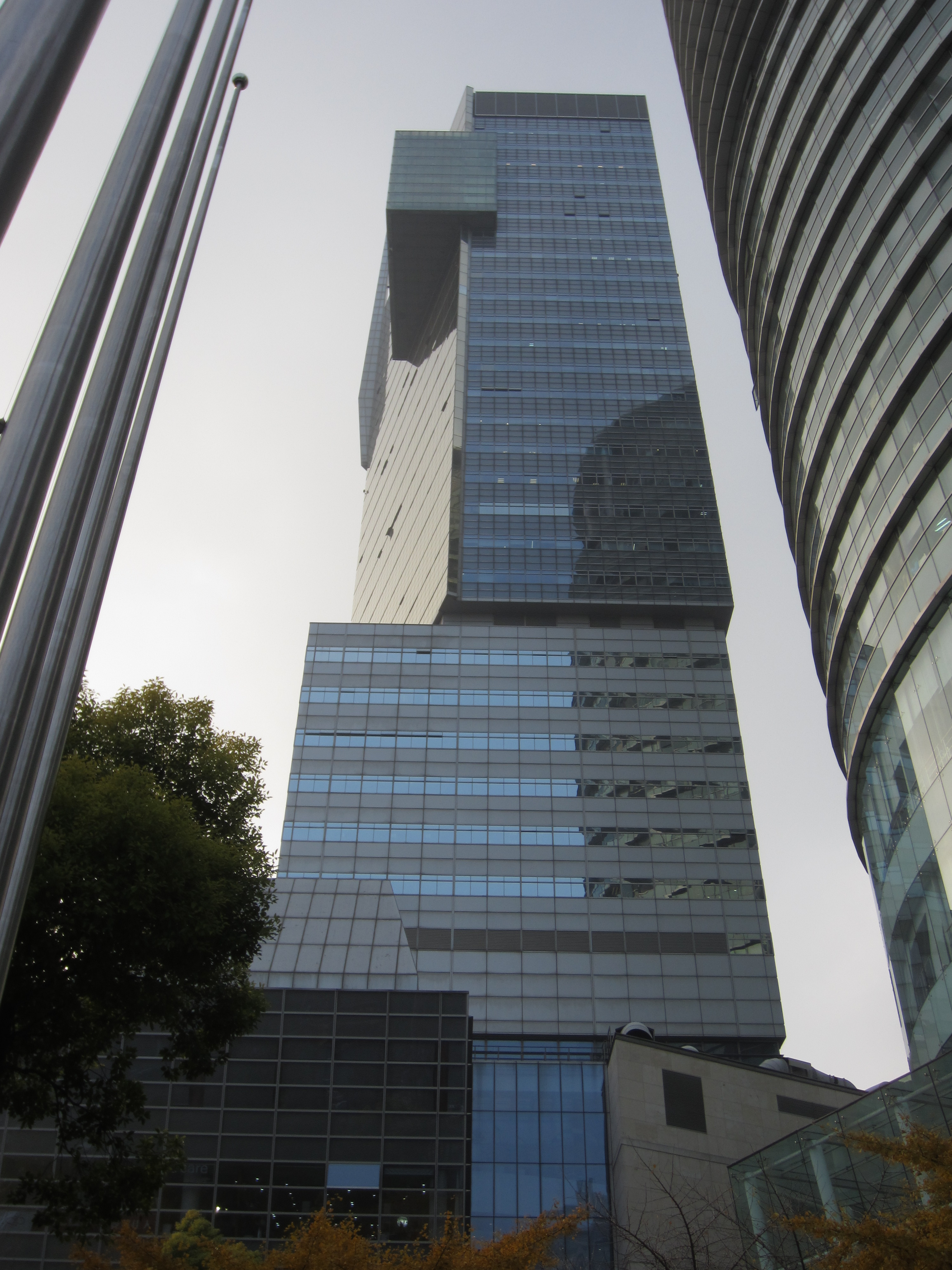
2015年

上海仙乐斯广场（英語：Ciros Plaza）是一座上海写字楼和商场的综合建筑物。

## 历史
位于南京西路388号，楼高39层地下3层，共181米，2002年建成竣工，总建筑面积47,000平方米，由香港高仁和基滙資本投资修建。由基滙資本提供管理服务，仲量联行提供物业服务。
2025年6月厦门象屿集团旗下公司拟收购上海仙乐斯广场98.68%的股权，此次交易未出售的部分（约1万平方米面积）则由其他业主持有。

## 交通
- 上海轨道交通1号线、2号线、8号线人民广场站